# Trawniki (gromada)
Trawniki – dawna gromada, czyli najmniejsza jednostka podziału terytorialnego Polskiej Rzeczypospolitej Ludowej w latach 1954–1972.
Gromady, z gromadzkimi radami narodowymi (GRN) jako organami władzy najniższego stopnia na wsi, funkcjonowały od reformy reorganizującej administrację wiejską przeprowadzonej jesienią 1954 do momentu ich zniesienia z dniem 1 stycznia 1973, tym samym wypierając organizację gminną w latach 1954–1972.
Gromadę Trawniki z siedzibą GRN w Trawnikach utworzono – jako jedną z 8759 gromad na obszarze Polski – w powiecie lubelskim w woj. lubelskim na mocy uchwały nr 12 WRN w Lublinie z dnia 5 października 1954. W skład jednostki weszły obszary dotychczasowych gromad Trawniki wieś i Trawniki kol. ze zniesionej gminy Jaszczów w powiecie lubelskim oraz obszar dotychczasowej gromady Ewopole ze zniesionej gminy Pawłów w powiecie chełmskim w tymże województwie. Dla gromady ustalono 27 członków gromadzkiej rady narodowej.
1 stycznia 1958 do gromady Trawniki włączono obszar zniesionej gromady Dorohucza (bez wsi Wojciechów), włączonej do powiatu lubelskiego z powiatu chełmskiego tego samego dnia.
Gromada przetrwała do końca 1972 roku, czyli do kolejnej reformy gminnej. 1 stycznia 1973 w powiecie lubelskim utworzono gminę Trawniki (od 1999 gmina Trawniki znajduje się w powiecie świdnickim w woj. lubelskim).